# 狭山不動尊
狭山不動尊（さやまふどうそん）は、埼玉県所沢市上山口にある天台宗別格本山の寺院である。山号は狭山山、寺号は不動寺。本尊は不動明王。埼玉西武ライオンズが毎年シーズン開幕直前の3月下旬に必勝祈願を行う寺として知られる。

## 歴史
昭和20年代から30年代にかけて、堤康次郎が私的に収集した各地の歴史的建造物がこの地に移築された。当初はユネスコ村の一部として展示されていた。
1975年（昭和50年）、西武鉄道グループの堤義明と親しかった寛永寺の助力により、天台宗別格本山として開山。
2001年（平成13年）、本堂（京都東本願寺から移築・七間堂）が焼失（不審火）。

## 境内

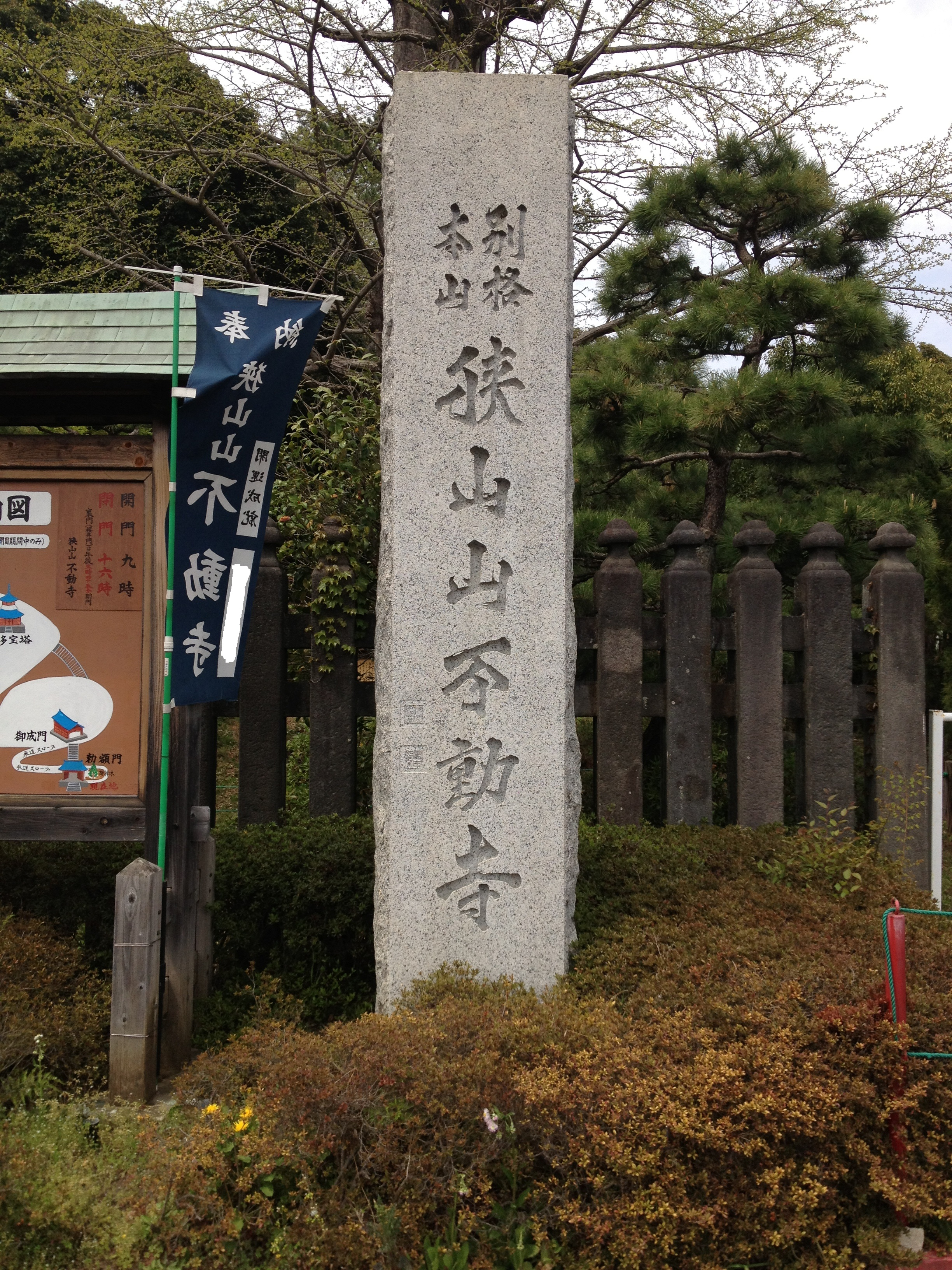
石柱
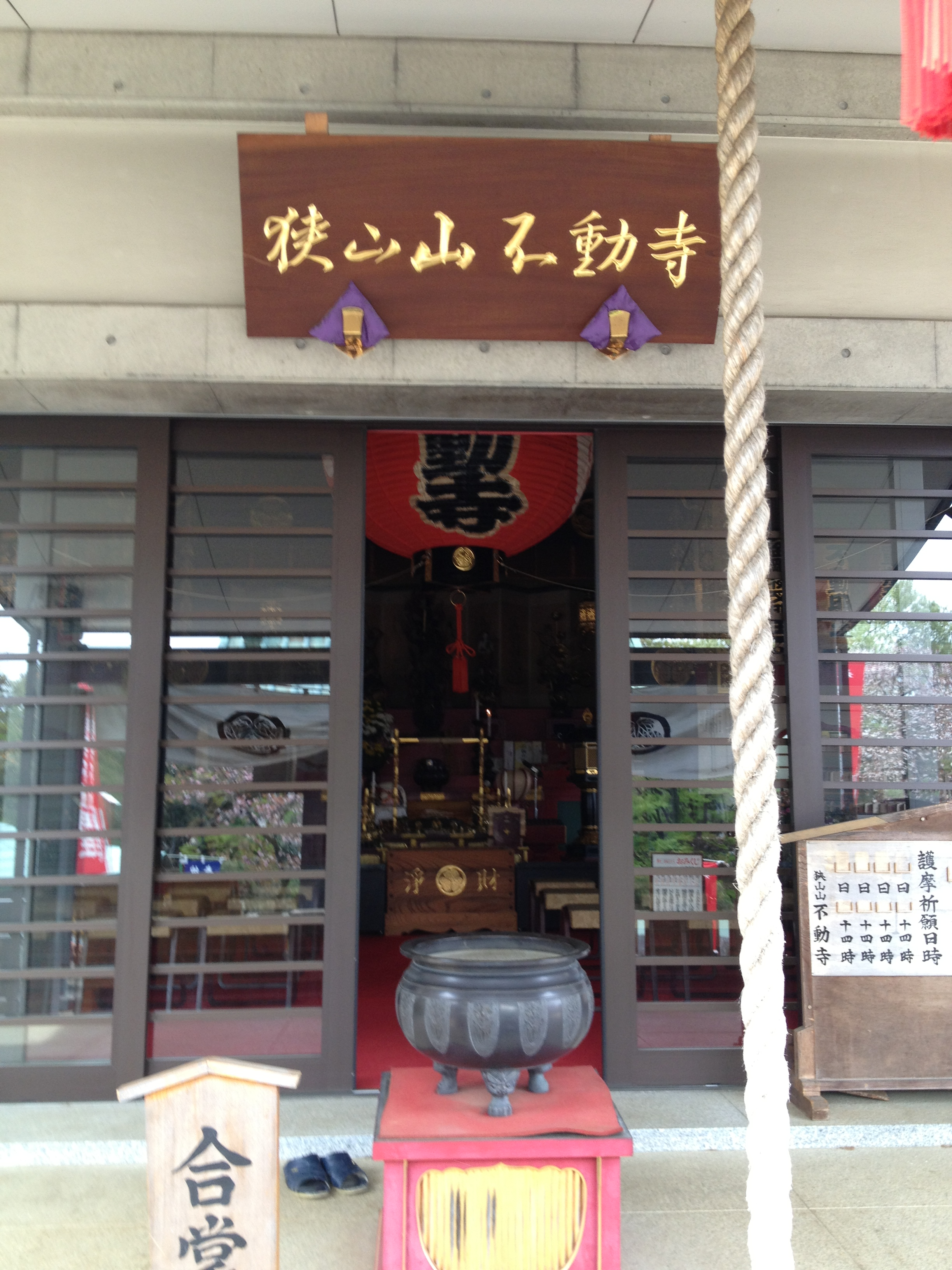
本堂扁額
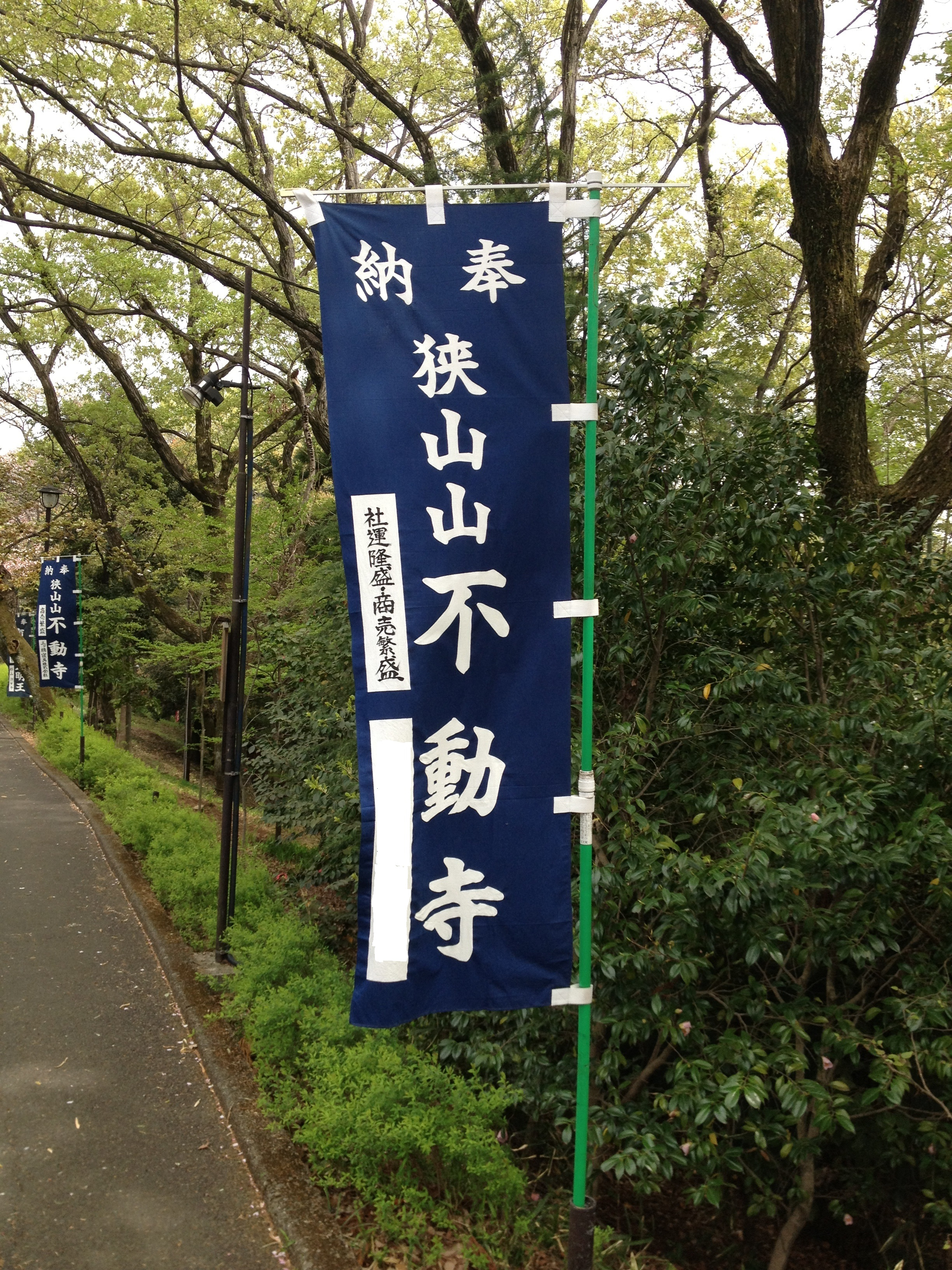
幟旗
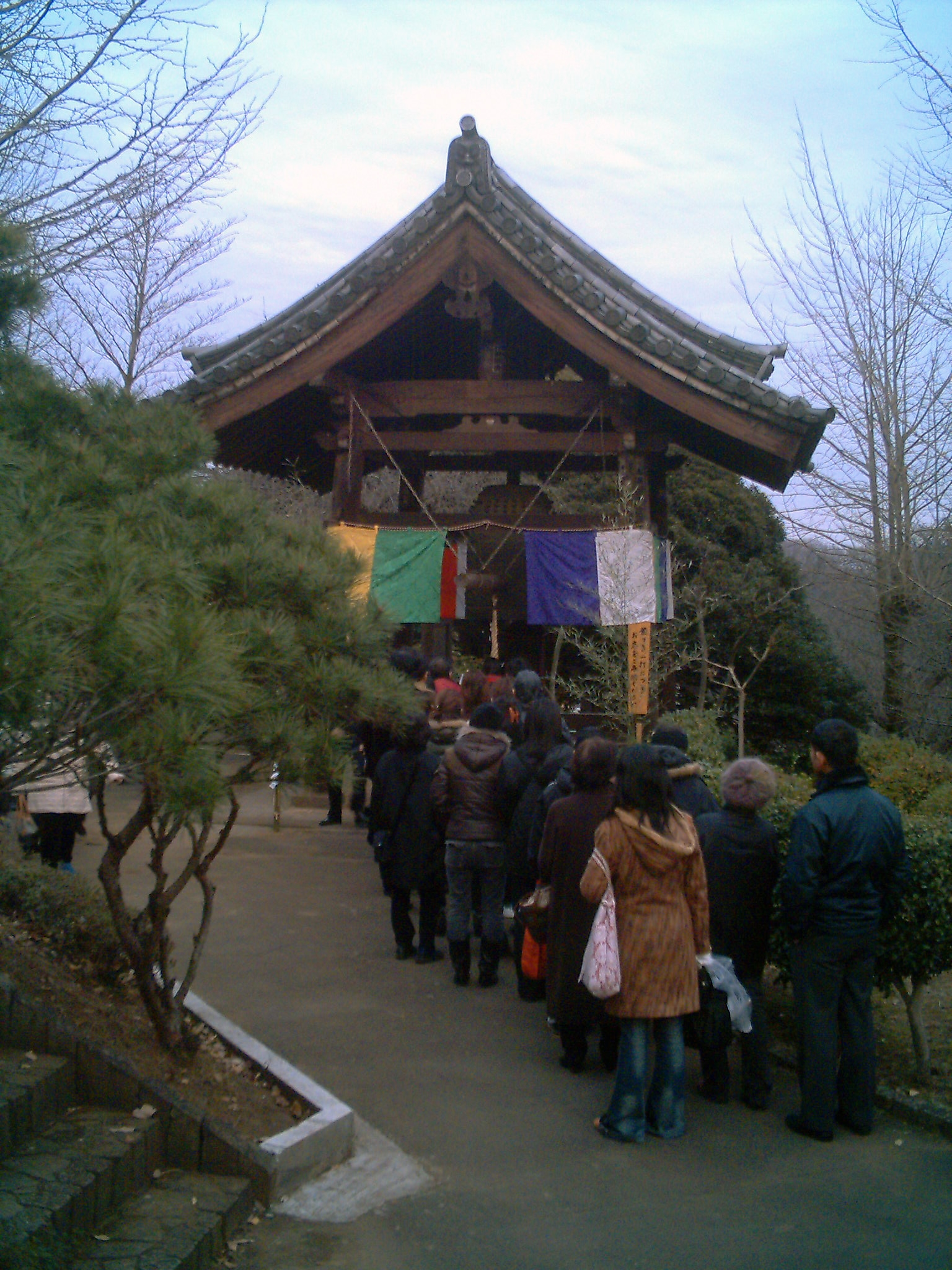
釣鐘
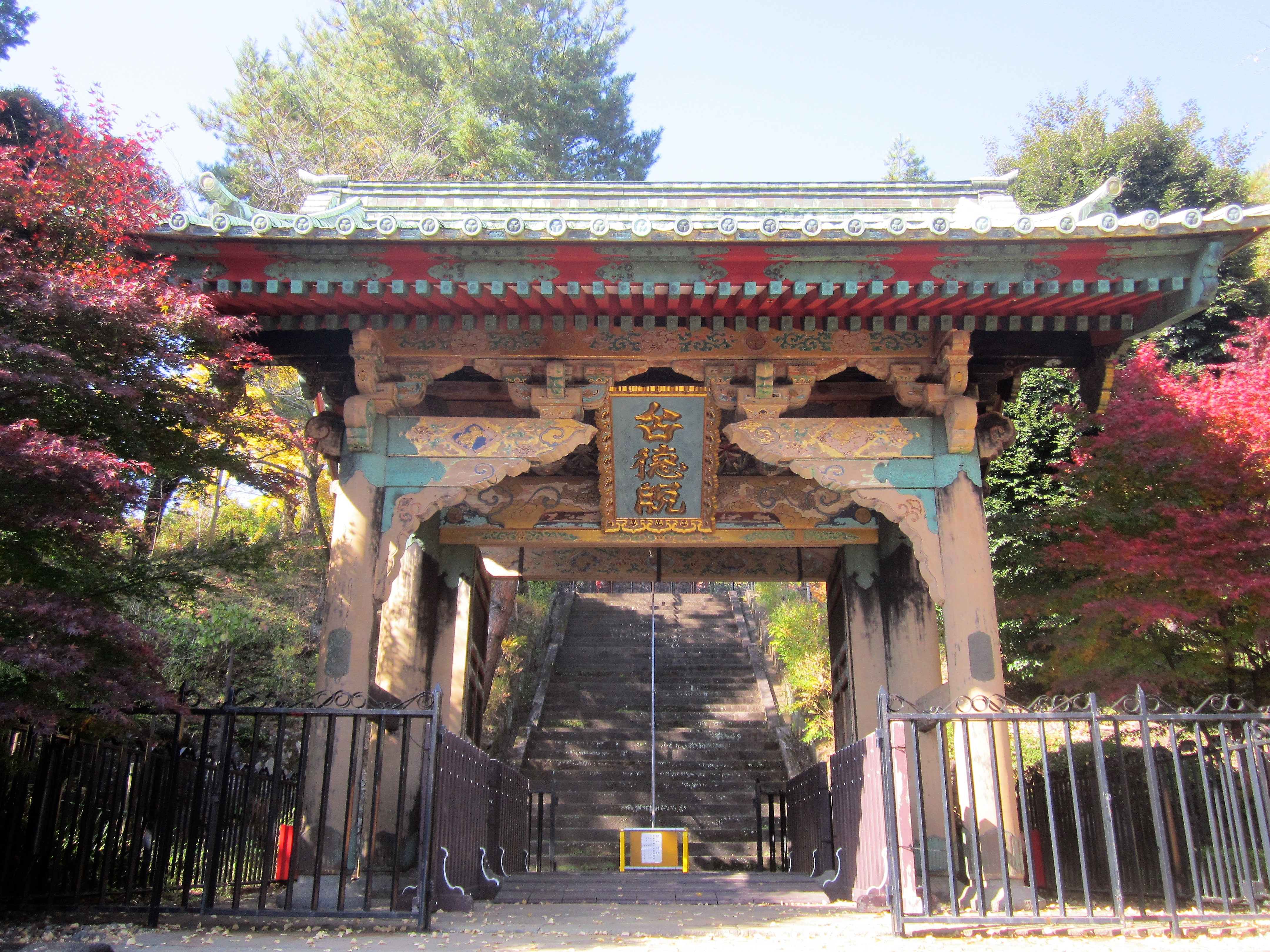
旧台徳院霊廟勅額門（重要文化財、東京都港区から移築）
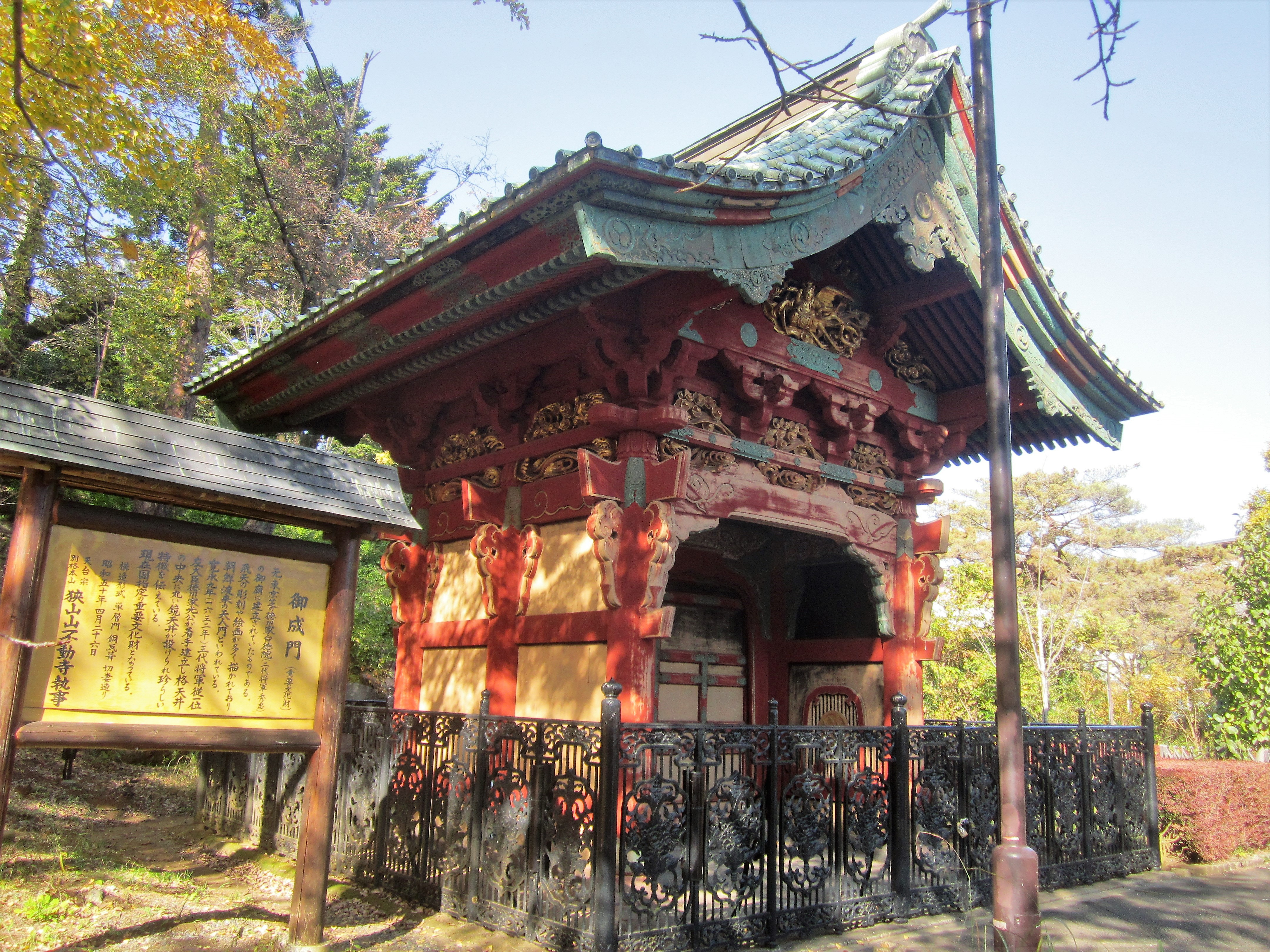
旧台徳院霊廟御成門（重要文化財、東京都港区から移築）
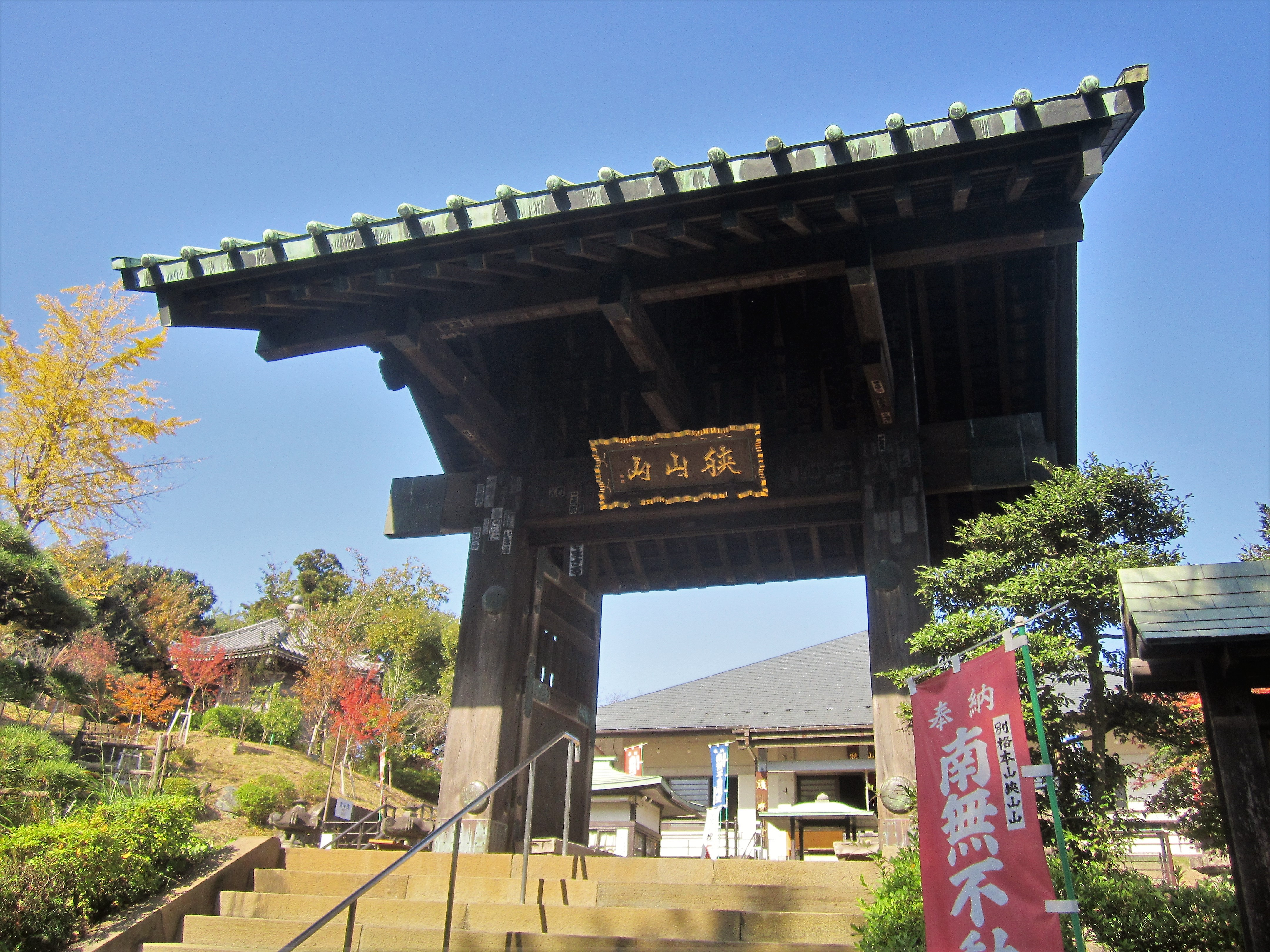
不動寺総門
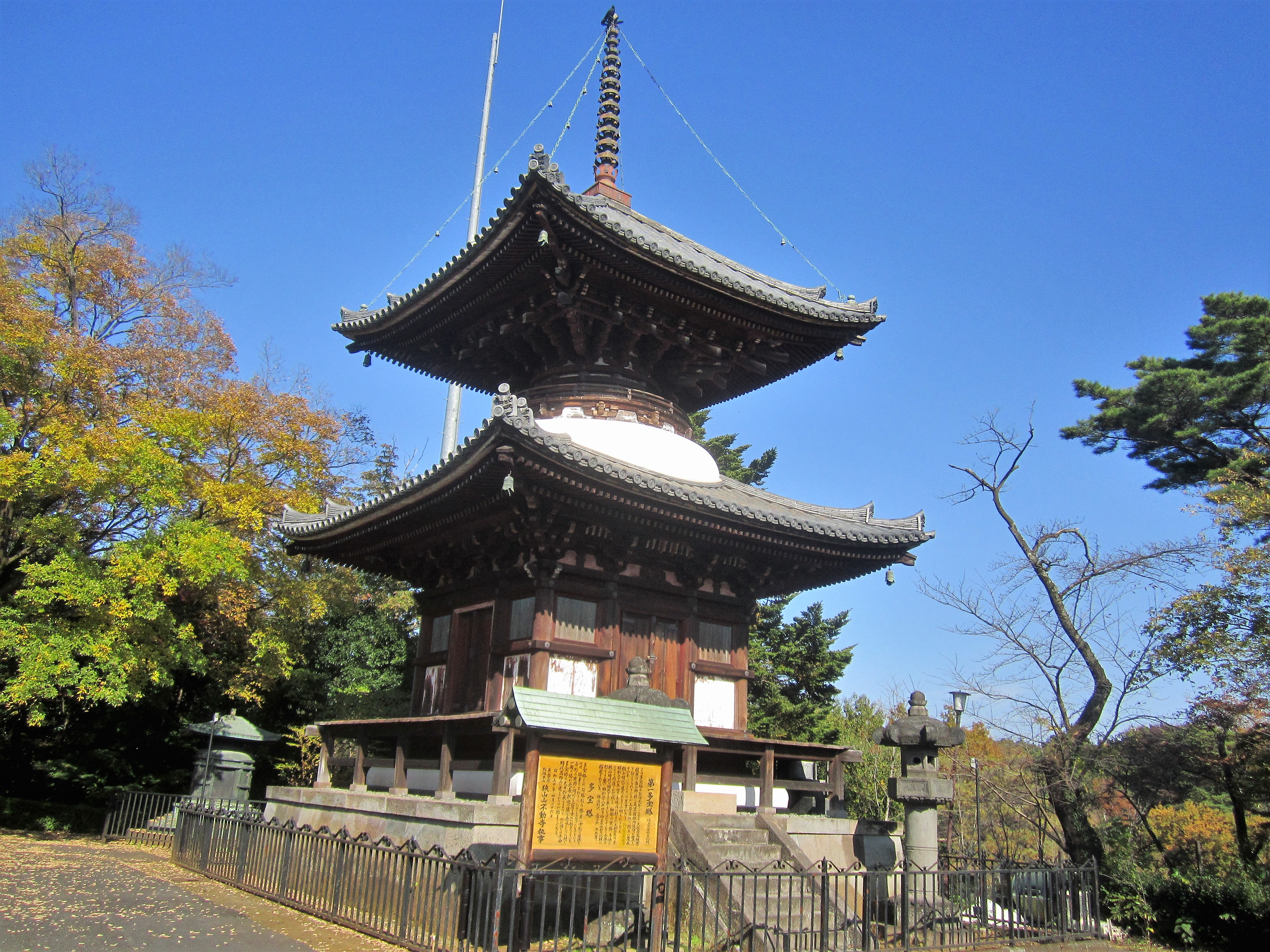
第一多宝塔
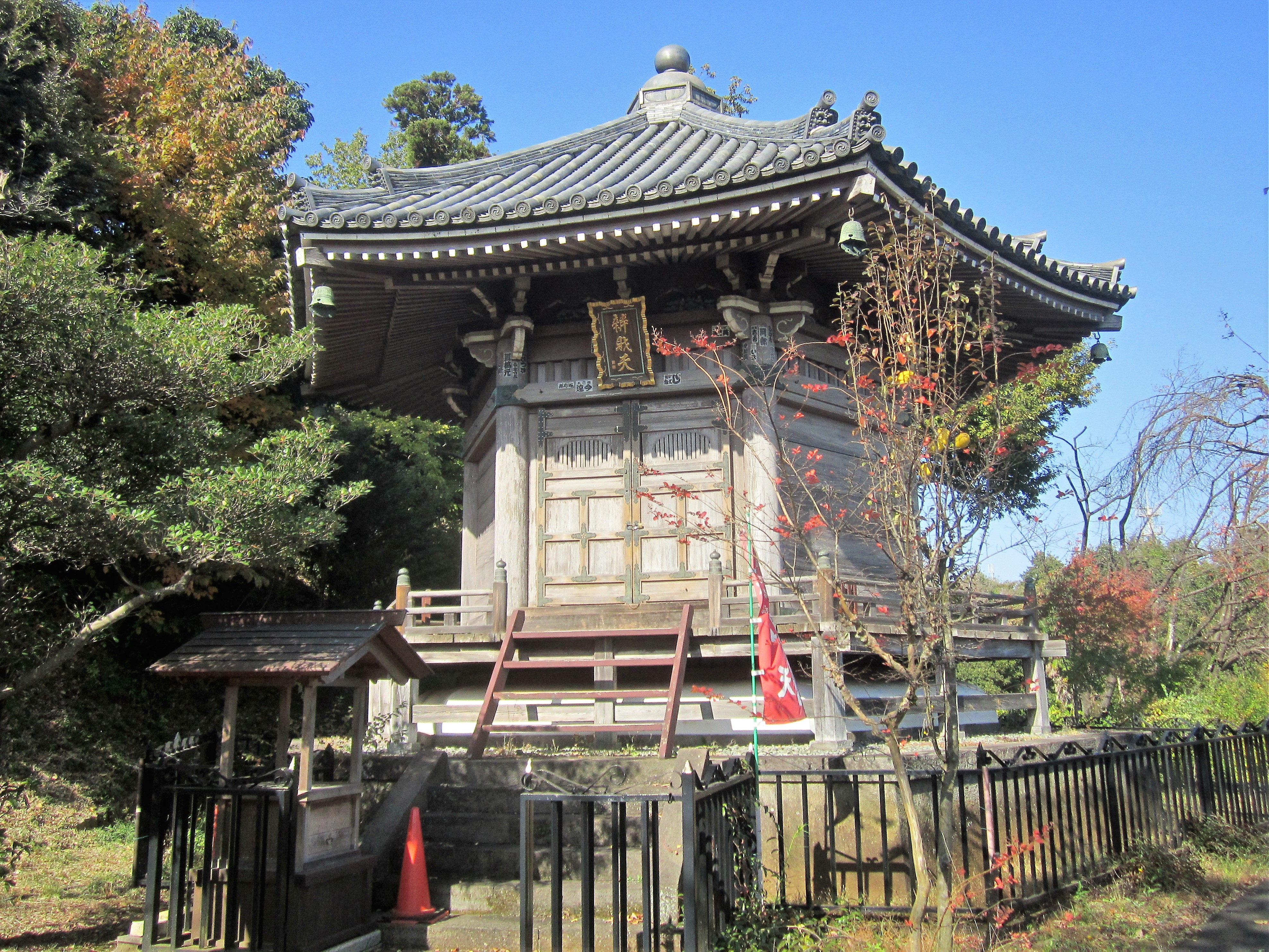
弁天堂
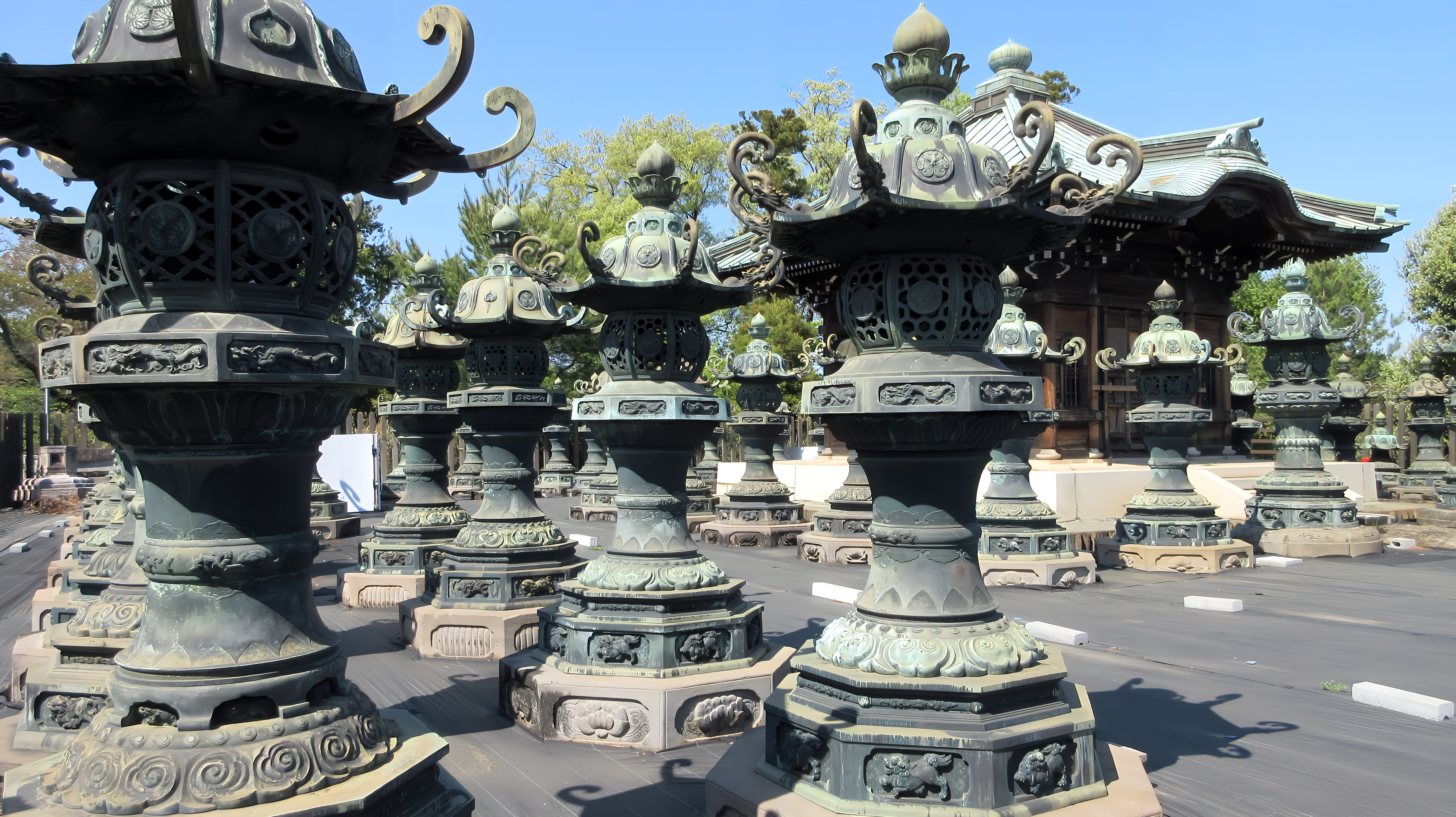
羅漢堂前の銅灯篭

## 文化財

### 重要文化財
旧台徳院霊廟勅額門、丁子門及び御成門 3棟
3棟とも元は東京都港区芝公園の増上寺にあった台徳院（徳川秀忠）霊廟に属していた建物。1963年に増上寺から当時のユネスコ村（テーマパーク、閉園）へ移築された。ユネスコ村の敷地の一部が現在の狭山不動尊となっている。詳細は台徳院霊廟の項を参照。

### 埼玉県指定文化財
第一多宝塔
これらの建物は不動寺ではなく個人の所有である。

## 行事
初詣
1/1 - 1/7、1月土日祝日
花まつり
4/1 - 4/8
七五三の祝い
10月下旬から11月
護摩祈願
毎週日曜日14：00 -（都合により土曜日14：00 - の週もあり）
納め護摩
12/28　14：00 -
除夜の鐘つき
12/31　23：30 -

## 交通アクセス
西武狭山線・山口線（レオライナー）  西武球場前駅から徒歩5分
2008年（平成20年）まで池袋 - 西武球場前間、国分寺 - 西武遊園地 - 西武球場前間で、当寺への初詣の利便のため運転されていた正月の終夜運転が中止となる。以後現在に至るまで同社では終夜運転を行っていない。